# Swashbuckler

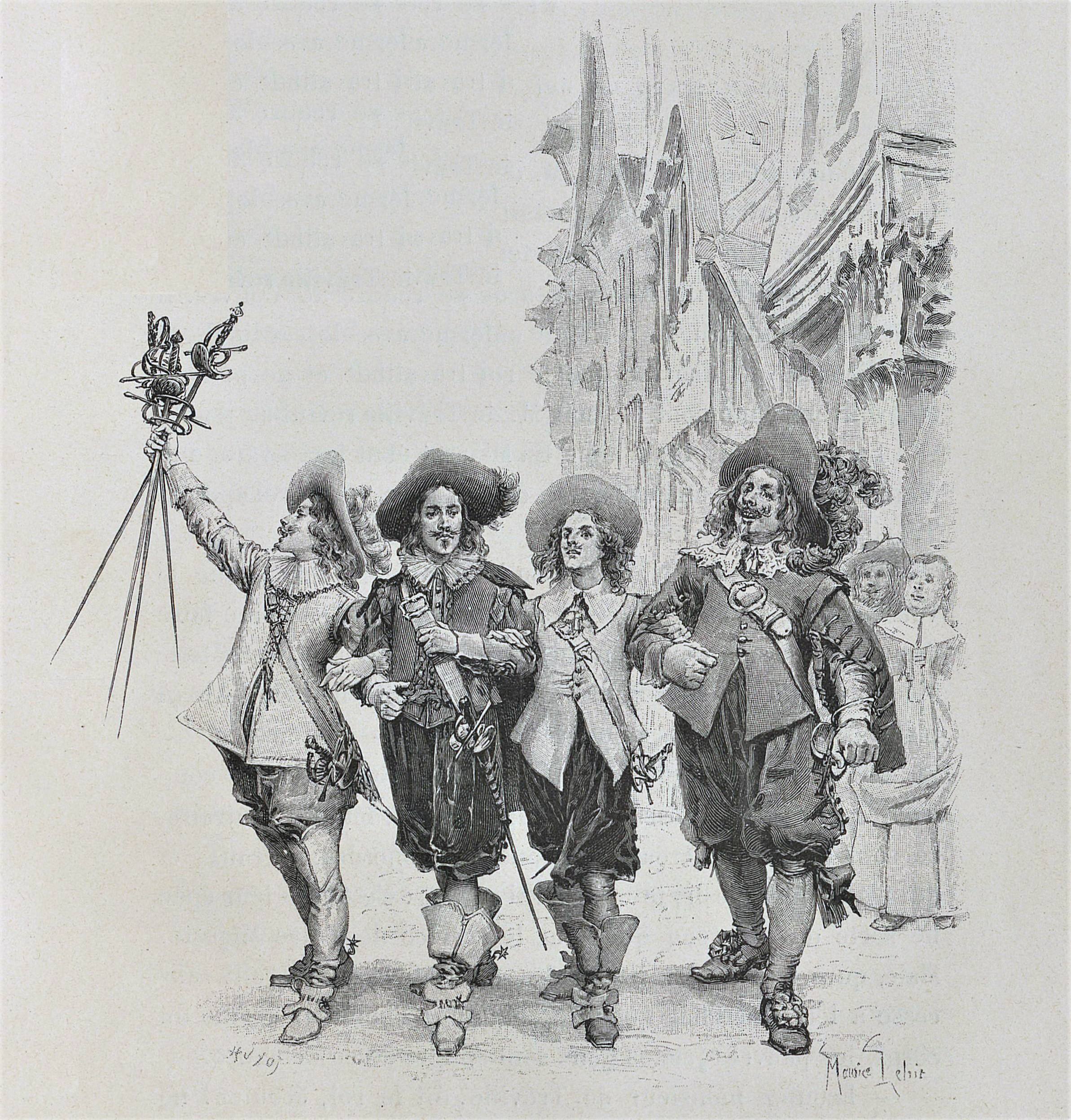
O quarteto protagonista de Os Três Mosqueteiros.

Swashbuckler é um termo em inglês, surgido no século XV, usado hoje para denotar um tipo particular de personagem de ficção, o herói de ''capa e espada''. Uma possível explicação para a origem da palavra seria uma técnica de esgrima usando uma "espada de lado" (uma antecessora da rapieira) em uma mão e um escudo do tipo "buckler" (broquel em português) em outra, a palavra teria surgido da junção das palavras "sword" (espada) e "buckler". Em geral é usado para identificar protagonistas de narrativas que envolvem espadachins exímios e implacáveis, mas também exibidos e orgulhosos. Um swashbuckler demonstra possuir um forte senso de justiça e uma aptidão para apreciar uma luta, além de calma, classe e sagacidade mesmo durante o combate.
Swashbuckler pode ser traduzido também como aventureiro e swashbuckling como fanfarronice. Nesse sentido, o gênero se referia à característica dos heróis clássicos da capa e espada de desenvolverem forte camaradagem com os companheiros (sempre leais) e se divertirem juntos em várias situações envolvendo brigas em bares, prostitutas, apostas e bebidas (a mais comum entre os mosqueteiros é o vinho, os piratas apreciam o rum e alguns pioneiros o uísque e a cerveja).

## Origem e definição

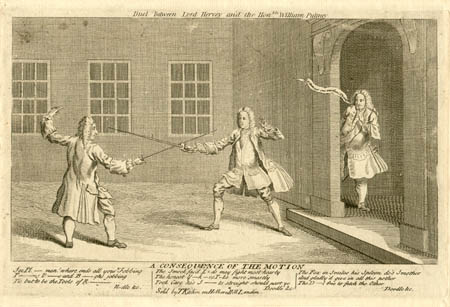
Arte retratando um duelo no século XVIII

O termo é usado para definir um romance histórico (também conhecido como romance de capa e e espada), normalmente ambientados na Europa a partir do final da Renascença entre o iluminismo e as Guerras Napoleônicas, que se concentra em aventuras, reviravoltas e suspense, que atribui grande importância a duelos e esgrima.  Autores de romances históricos da era vitoriana como Walter Scott e Alexandre Dumas viram a arte da esgrima com rapieira, a origem da esgrima com espadas menores. Os primeiros romances de capa e espada foram publicados em folhetins durante o século XIX. Na Renascença, houve um progresso no campo da metalurgia, nesse período ocorreu a introdução da rapieira como arma civil, e a ascensão do duelo de honra (dando lugar aos antigos duelos judiciais) na sociedade moderna, as rapieiras possuem lâminas ágeis e flexíveis, capazes de causar graves ferimentos penetrantes, substituindo espadas maiores de épocas anteriores, que dependiam da força bruta.
Originalmente, havia a comédia de capa e espada, um gênero teatral de originário da Espanha durante o Século de Ouro (século XVII), nos tempos dos dramaturgos Calderón de la Barca e Félix Lope de Vega, as peças do gênero eram recheadas de intrigas e tragédias, outras influências podem ser rastreadas nos contos de cavalaria da Europa Medieval, como as lendas de Robin Hood e o Rei Arthur.
John Galsworthy dizia que o romance The Black Arrow (1888) de Robert Louis Stevenson, que era "uma imagem mais viva da época medieval que me lembro do que em outras obras na ficção". The Prisoner of Zenda (1894) de Anthony Hope deu início a um  subgrupo adicional de o romance de capa e espada, o romance ruritano.

## Personagem
Um personagem swashbuckler geralmente é heroico e idealista ao extremo e resgata donzelas em perigo. Seu adversário é tipicamente caracterizado como um vilão covarde. Há uma longa lista de swashbucklers que combinam coragem excepcional, excelência em combates de esgrima, desenvoltura, cavalheirismo e um distintivo sentido de honra e justiça. Ele costuma insultar e humilhar constantemente os seus adversários.

## Filmes

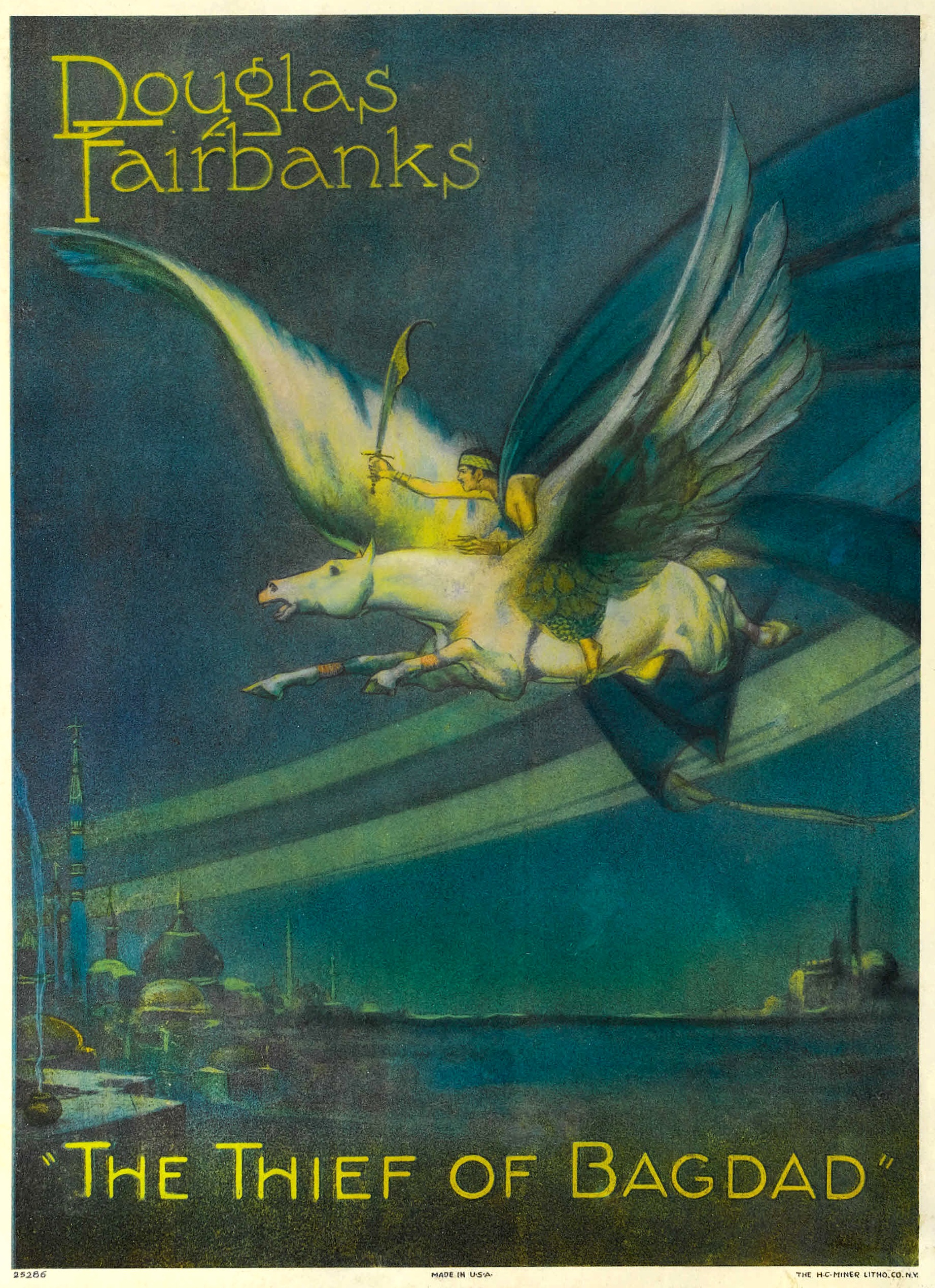
Pôster de The Thief of Bagdad (1924)

Desde o advento do cinema, o cinema mudo estava lotado de filmes de capa e espada. As histórias vieram de romances, particularmente dos autores Johnston McCulley (Zorro), Alexandre Dumas (Os Três Mosqueteiros) e Rafael Sabatini (Capitão Blood e Scaramouche), mas também poderiam vir de outras origens como a lenda de Robin Hood e As Mil e uma noites (onde as espadas são as cimitarras).
Houve três grandes ciclos de filmes de capa e espada:
- Período Douglas Fairbanks (1920-1929): The Mark of Zorro, The Three Musketeers, Robin Hood, entre outros;
- Período de Errol Flynn (1935-1941): Captain Blood, The Adventures of Robin Hood, entre outros;
- Década de 1950: Com filmes notáveis como Ivanhoé (1952) e The Master of Ballantrae (1953), e a popularidade da série de televisão britânica The Adventures of Robin Hood (1955-1959) e da série norte-americana Zorro da Walt Disney Company (1957-1959).

A esgrima sempre foi um dos pilares do gênero, e um duelo dramático foi muitas vezes, uma parte fundamental do enredo. Em nenhum outro lugar a esgrima é mais aparente do que no filme de capa e espada. Instrutores de esgrima famosos incluem, Henry Uyttenhove (treinador de Douglas Fairbanks), Fred Cavens (que treinou tanto Douglas Fairbanks, quanto Errol Flynn), Jean Heremans, que treinou Gene Kelly em The Three Musketeers (1948) e Ralph Faulkner que também era ator e trabalhou como Flynn e Douglas Fairbanks, Jr..
Os filmes não retratavam fielmente a arte da esgrima, The Adventures of Robin Hood com Errol Flynn apresentava técnicas inexistentes na Idade Média.  Na década de 1970, houve um interesse maior em filmes de capa e espada, na esteira de Os Três Mosqueteiros (1973). Nesta fase, os diretores, buscavam um pouco mais de precisão histórica, embora, como afirma a edição de 2007 da Encyclopædia Britannica diz, "A esgrima dos filmes continua a ser uma má representação da técnica de esgrima real". O principal coreógrafo deste período foi William Hobbs.
As rapieiras apresentadas nos filmes não correspondem à realidade e são mais parecidas com floretes e épeés, que são tipos de espadas criadas muito tempo depois e usadas em competições. Filmes como The Princess Bride (1987), The Mask of Zorro (1998) e Pirates of the Caribbean: The Curse of the Black Pearl (2003) modificam o arquétipo clássico com o intuito de atrair um grande público.
Na série de filmes de animação Shrek, iniciada na década de 2000, Antonio Banderas, que interpretou o Zorro em The Mask of Zorro e Legend of Zorro, dubla o Gato de Botas, e na animação há várias referências ao Zorro.

## Televisão
A televisão seguiu os filmes, especialmente no Reino Unido com The Adventures of Robin Hood, Sword of Freedom, The Buccaneers, e Willam Tell.
No Brasil, houve algumas tentativas no gênero, em 1954, a TV Tupi lançou a série de televisão O Falcão Negro, ambientada na França medieval, o herói guardava semelhanças com Zorro e foi interpretado por dois atores diferentes: Em São Paulo era interpretado por José Parisi e no Rio de Janeiro por Gilberto Martinho (iniciada em 1957). Em 1969, a Rede Bandeirantes lança As Aventuras do Zorro, estrelada pelo radialista José Paulo de Andrade.
Em 1989, a Rede Globo lançou a telenovela Que rei sou eu?, ambientada no fictício país europeu Avilan, a trama misturava humor e aventura e se passava antes da Revolução Francesa (que naquela época, completava duzentos anos) e era uma crítica ao governo do então presidente José Sarney. Em 1999, a emissora planejou a série de televisão ''D'Artagnan e Os Três Mosqueteiros'', inspirada em uma peça de teatro homônima de Pedro Vasconcelos e Marcelo Faria lançada no ano anterior, contudo, o projeto foi cancelado e os quatro episódios gravados foram exibidos como um especial de natal, em 2010, a dupla produziu a peça A Marca do Zorro, estrelada por Thierry Figueira, que interpretou D'Artagnan nas duas versões de Os Três Mosqueteiros.
Nos Estados Unidos foram produzidos três séries de Zorro. Com o sucesso do filme The Mask of Zorro de 1998, foi lançada um série de TV sobre uma espadachim feminina, Queen of Swords, produzida pelas empresas Fireworks Ent. Group., Paramount Pictures e a Mercury Entertainment, o que levou a Sony Pictures, TriStar Pictures e a Zorro Productions, Inc. entrarem com um processo por plágio, contudo, o tribunal decidiu que como Zorro já é de domínio público, não houve violação de direitos autorais. Em 2007, a  RTI Colombia-Telemundo em parceria com Sony, lança a telenovela colombiana, Zorro, la espada y la rosa baseado no romance "Zorro, começa a lenda" de Isabel Allende, publicado em 2005.

## RPG
Em 1975, a Game Designers' Workshop lançou o primeiro RPG com inspiração em swashbuckler, En Garde! de Frank Chadwick e Darryl Hanny, o jogo era ambientado na França do século XVII.
O sistema genérico GURPS da Steve Jackson Games, possui o suplemento "Swashbucklers", publicado orginalmente em 1988, o jogo é ambientando entre os anos de 1559 e 1815, e no ano seguinte, uma adaptação de Pimpinela Escarlate, uma série literária iniciada em 1908, escrita pela Baronesa Orczy que conta a história do nobre inglês Percy Blakeney, que durante a Revolução Francesa, se disfarça de Pimpinela Escarlate para salvar nobres franceses de serem mortos pela guilhotina, as histórias de Orczy é uma apontada como uma das origens de heróis mascarados como Zorro (1919).
Embora seja inicialmente um RPG de fantasia medieval, Dungeons & Dragons, lançado originalmente em 1974 e considerado o primeiro RPG da história, também permite jogar com swashbucklers, em 1989, a classe foi incluída no suplemento "The Complete Fighter's Handbook" da segunda edição de  Advanced Dungeons & Dragons, Na terceira edição de Dungeons & Dragons, é possível jogar com as classe de prestígio, Duelista e Dread Pirate.
Em 2002, a Mongoose Publishing publicou a série de livros The Quintessential (publicados no Brasil pela Jambô com o título de A Quintessência), com as classes, Esgrimista e Agente da Coroa, os livros da Moongose são compatíveis com a terceira edição de Dungeons & Dragons, uma vez que também usa o Sistema d20, que depende dos livros básicos de D&D.
Em 2005, o designer de jogos, Skip Williams, publicou um artigo sobre a classe swashuckler no site oficial do Dungeons & Dragons 3.5.

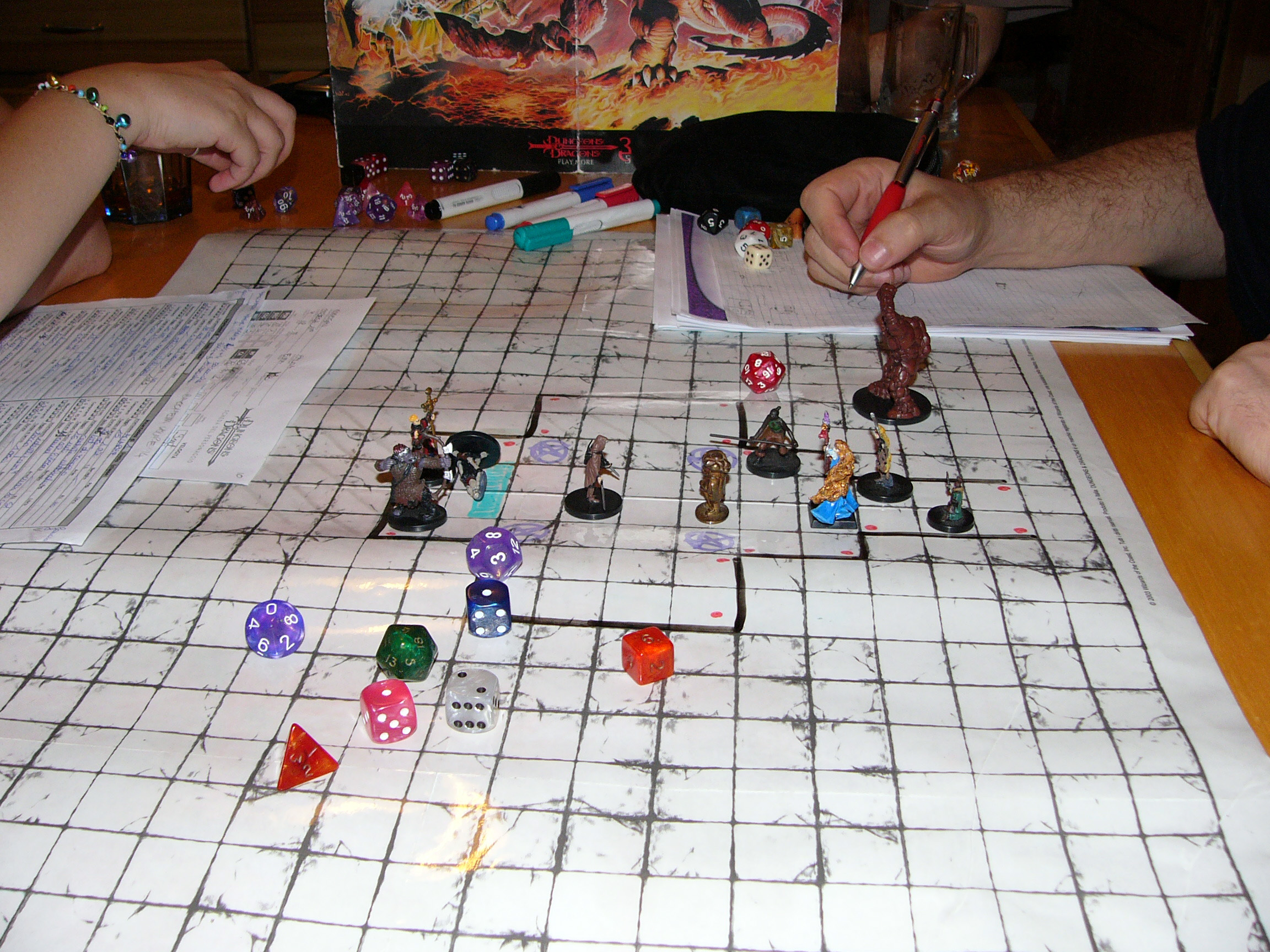
Mesmo sendo um RPG de fantasia medieval, Dungeons & Dragons também possui regras para personagens swashbucklers.

Em 1999, a Alderac Entertainment Group lançou 7th Sea para o sistema da editora baseado em dados de 10 lados (o mesmo usado em Legend of the Five Rings), o cenário permite jogar com piratas, mosqueteiros e duelistas, e se passa em Théa, um mundo parecido com a Europa renascentista composto por nações inspiradas em países reais: Avalon (Inglaterra), Castille (Espanha), Montaigne (França), Eisen (Alemanha), Ussura (Rússia), Vendel / Vestenmanavnjar (Holanda/Escandinávia) e Vodacce (Itália), em 2004, a editora também lançou Swashbuckling Adventures, uma versão para o Sistema d20.
Em 2001, foi publicado The Legacy of Zorro pela Gold Rush Games, uma adaptação para o sistema genérico Fuzion produzida por Mark Arsenault. No RPG brasileiro Tormenta, que também tem inspiração medieval, há regras para swashbucklers descritas nos livros, Tormenta d20 - Guia do Jogador v. 3.5, Tormenta 3.5 - Piratas & Pistoleiros e Tormenta RPG. Em Tormenta, swashbucklers podem ser devotos de Hyninn (deus dos ladrões), Valkaria (deusa da aventura) ou de Nimb (deus da sorte e do azar), além de humanos, o cenário permite elfos swashbucklers, o nome rapieira não é usado, as espadas dos swahshbuclkers podem ser sabres, floretes ou espadins.